# Castello di Egerberk
Il castello di Egerberk (in ceco Zámek Egerberk), anche noto come castello di Lestkov, si trova nell'omonima località a sud est dell'abitato di Klášterec nad Ohří, comune del Distretto di Chomutov nella Regione di Ústí nad Labem, Repubblica Ceca. Il complesso gotico del castello, ormai ridotto in rovine, è stato edificato tra il XIII e il XIV secolo ed è stato dichiarato monumento culturale nazionale.

## Storia

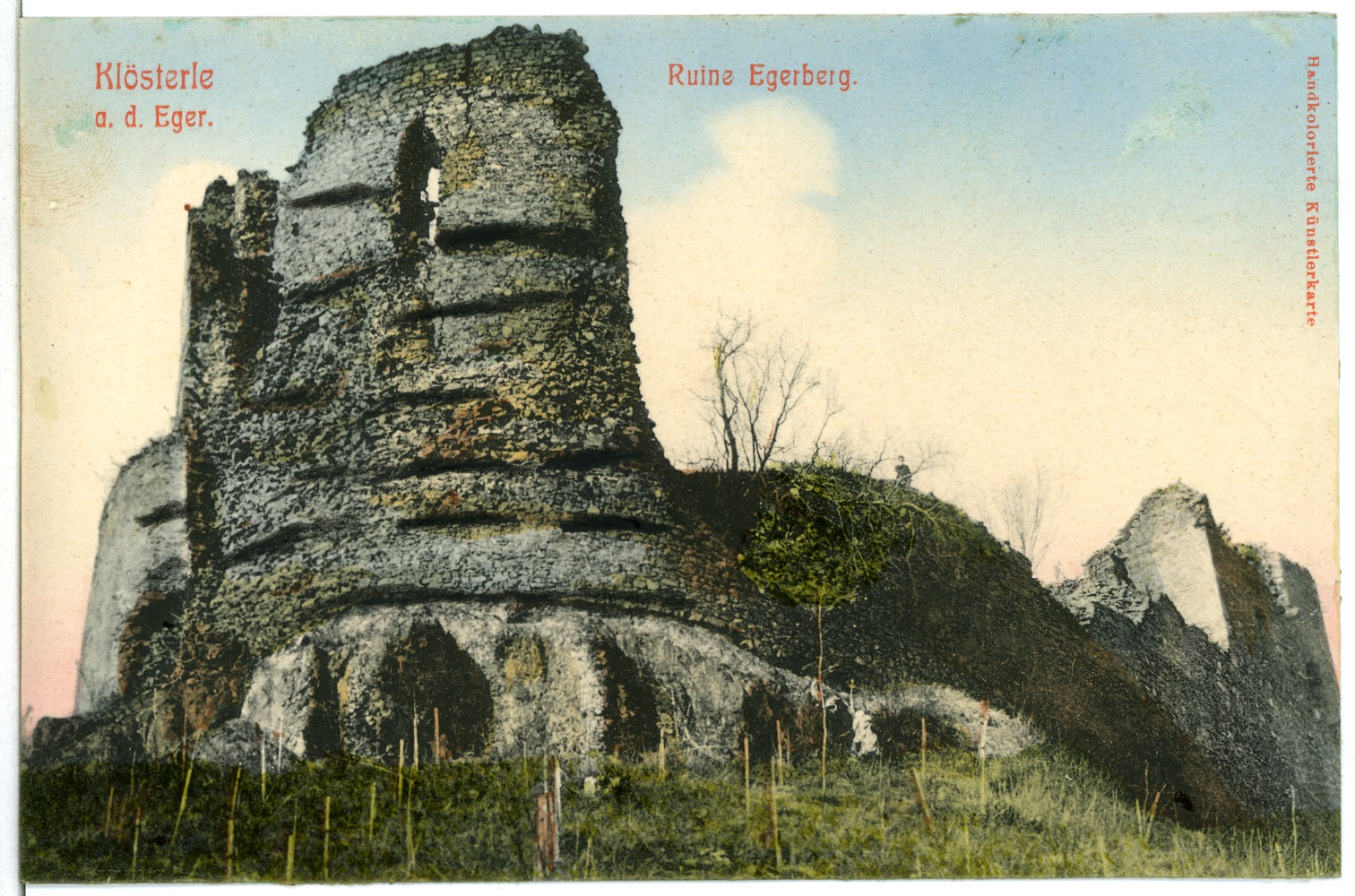
Immagine delle rovine del castello in una fotografia del 1910

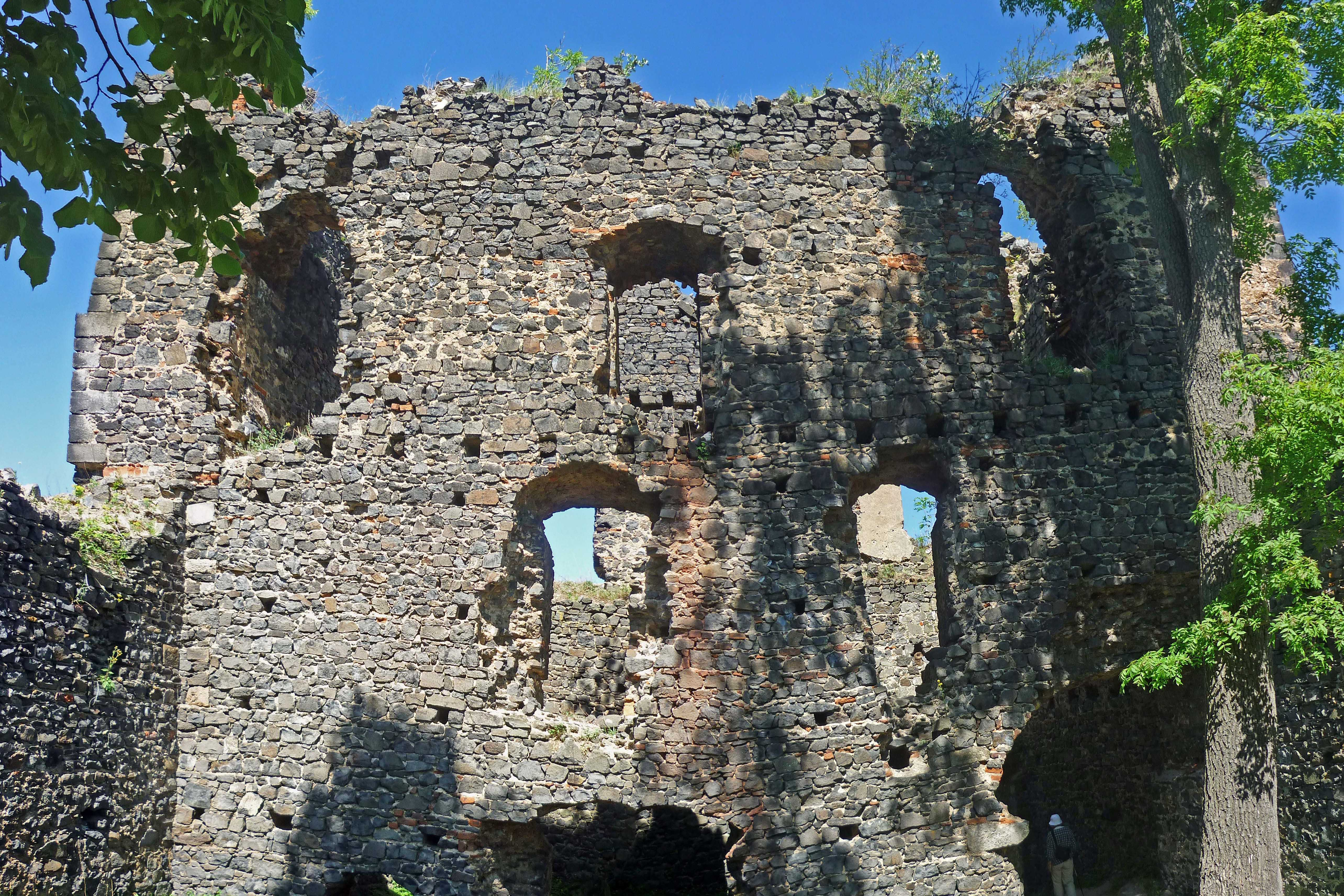
Resti di una delle torri

Il maniero fu menzionato per la prima volta nel 1317 quando apparteneva a Guglielmo di Egerberk, amico di Giovanni I di Boemia e che lo accompagnava nei suoi viaggi. Al fratello Fritz furono assegnati diversi villaggi, tra questi Pětipsy dove venne edificato un altro castello. Il castello di Egerberk passò in seguito alla casata di Šumburk e nel 1384 divenne proprietà della casata di Škopek. Jindřich Škopek iniziò una ricostruzione su larga scala della struttura che tuttavia, alla fine del XVI secolo, risultò già abbandonata.

## Descrizione
Il castello di Egerberk è ormai ridotto in rovina ed è visitabile. Si trova in località Lestkov nella zona dei monti metalliferi sopra Ohří, a sud est dell'abitato di Klášterec nad Ohří, comune della Regione di Ústí nad Labem, Repubblica Ceca. L'edificio che ci è pervenuto è costituito da un castello superiore con cortile rettangolare e da due edifici residenziali a forma di torre collegati da un muro. Nel piazzale antistante si conservano resti delle mura e del fossato, del cancello d'ingresso e della recinzione.

### Monumento culturale della Repubblica Ceca
La tutela dei monumenti della Repubblica Ceca considera il complesso del castello di Egerberk ormai in rovina un monumento culturale tutelato col numero di catalogo 20475/5-723.